# Марсель-Ла-Каплет

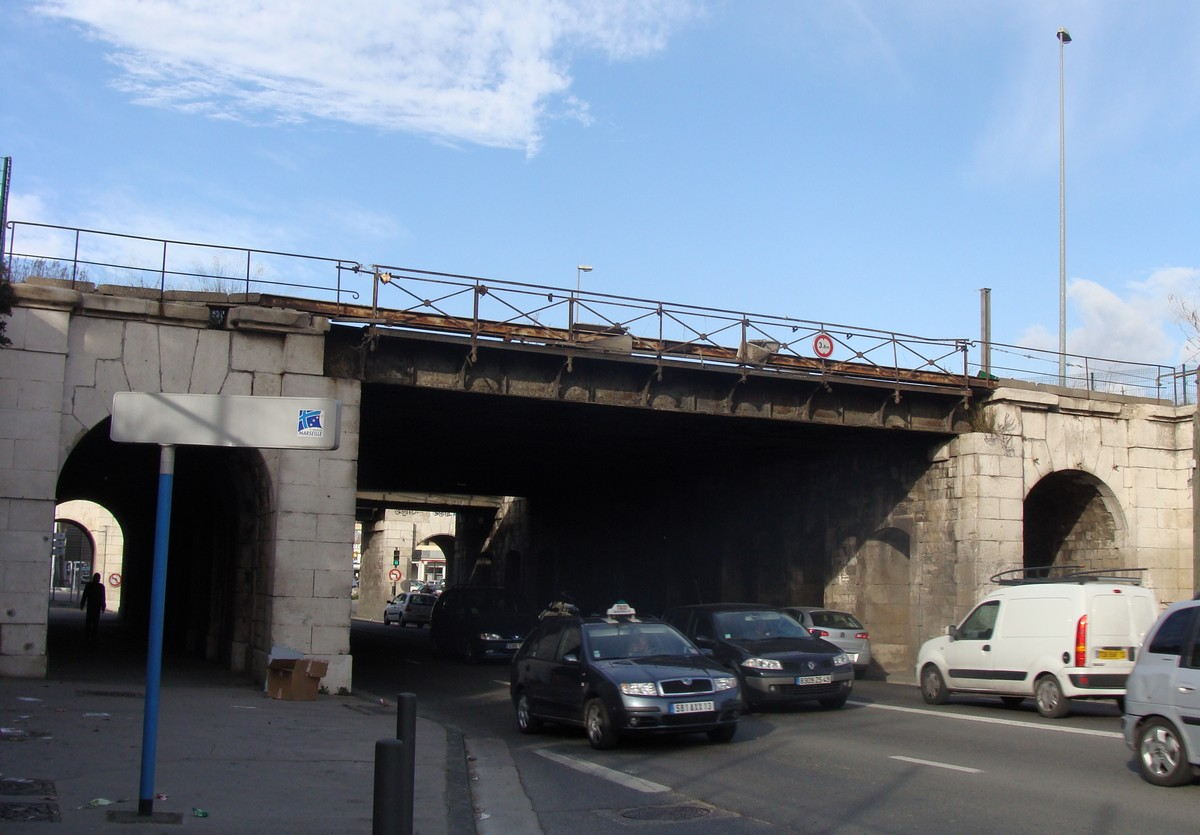
Железнодорожный мост возле станции Прадо

Марсе́ль-Ла-Капле́т (фр. Marseille-La Capelette) — кантон во Франции, находится в регионе Прованс — Альпы — Лазурный Берег, департамент Буш-дю-Рон. Входит в состав округа Марсель.
Код INSEE кантона — 1323. В кантон Марсель-Ла-Каплет входит часть коммуны Марсель.
Население кантона на 2008 год составляло 38 361 человек.